# Selce, Tetovo
Selce (makedonska: Селце) är en ort i Nordmakedonien. Den ligger i kommunen Tetovo, i den nordvästra delen av landet, 40 kilometer väster om huvudstaden Skopje. Selce ligger 813 meter över havet och antalet invånare är 1 991.